# 262
El 262 (CCLXII) fou un any comú iniciat en dimecres pertanyent a l'edat antiga.

## Esdeveniments
- Gal·liè reforma l'exèrcit romà
- Pesta a Grècia.[1]
- Atac dels gots, que malmeten el Temple d'Àrtemis a Efes.[2]
- Terratrèmol afecta Efes i Pèrgam i un altre a Cirene.

## Necrològiques
- Xi Kang